# Фригийский лад
Фригийский лад — один из натуральных ладов. Был широко распространён в античности и средневековье. Назван в соответствии с именем исторического региона Греции — Фригии, откуда, предположительно, он происходил.
В своей основе этот лад диатоничен; простейшим его примером может служить, например, последование белых клавиш на фортепиано от «ми» до «ми». Звукоряд фригийского лада совпадает с натуральным минором, в котором II-я ст.— низкая. Фригийский лад, наряду с дорийским и эолийским, относится к группе натуральных ладов минорного наклонения.

## Древнегреческая музыка

### Строение фригийского лада
В древнегреческой системе фригийским назывался современный дорийский лад, а современный фригийский назывался дорийским. Октава разделялась на два одинаковых тетрахорда, между которыми ставился соединительный тон. Так дорийский тетрахорд имел следующее строение:
| полутон-тон-тон |

Дублированием дорийского тетрахорда через тон получался дорийский, ныне фригийский, лад:
| полутон-тон-тон+тон+полутон-тон-тон |

Теперь же дорийский лад стал древнегреческим фригийским и имеет уже другое строение:
Древнегреческий фригийский ладо файле

### Этическое значение
Древние греки были очень чувствительны к музыкальному ладу: каждый лад они переживали с определённым этико-эстетическим содержанием. Так, Аристотель делит лады на этические, практические и энтузиастические. Этическими он называет те лады, которые так или иначе воздействуют на «этос» греческого народа. Сюда же, по Аристотелю, относится и фригийский (ранее дорийский) лад, со своей «важностью» и «мужественностью». То, что называлось дорийской тональностью, уже по одному этому вызывало в сознании представление о чём-то высоком, строгом, торжественном, воинственном.
Каждое племя выступало со своей национальной музыкой, и каждое племя имело свой излюбленный музыкальный лад. Дорийский (тогда) лад — самый характерный для грека, для всей его общей национальности. Писатели не уставали его восхвалять и превозносить. Гераклид Понтийский, из которого Атеней сохранил нам характеристики греческих ладов по племенам, говорит, что дорийская гамма выражает мужественность, торжественность и не разливающееся или весёлое, но серьёзное и сильное, не пёстрое и не многообразное.
Платон называет этот лад мужественным, деятельным, способным сопровождать на раны и смерть, отражающим всякое несчастье. Аристотель хвалит в нём тоже устойчивость и мужество и наибольшую его пригодность для воспитания.
Плутарх посчитал, что Платон отдал предпочтение дорийскому ладу как подходящему для людей воинственных и уравновешенных, в том числе за то, что он «проникнут глубоко серьёзным характером». Его греч. σεμνότες можно перевести как «серьёзность», «величие», «священность», и «почитаемость», которые больше всего характеризуют дорийский лад. «Серьёзность» дорийского лада восхваляет и Пиндар, и Лукиан. С древнейших времён до Прокла идёт восхваление педагогической роли доризма. Ещё Апулей продолжает трактовать его как воинственный. Как Платон считает его «единственной греческой гаммой», так и Гораций в совсем неклассическое время присоединяет «пение дорийской лиры» к варварским флейтам, и в христианское время Кассиодор характеризует этот лад как «дарителя целомудрия и творца чистоты».
Многие трагические поэты отмечали, что дорийский лад обладает пышностью и серьёзностью.
Вся древность противопоставляет дорийский (тогда) лад фригийскому (ныне дорийскому). На основе самой яркой противоположности — доризма и фригизма — стали распределять все прочие лады, находить между ними то или другое родство, те или иные переходные звенья. Так, например, с течением времени к дорийскому ладу приблизился по своему «этосу» эолийский лад и стал называться гиподорийским, и т.д.
В заключение надо сказать, что из всех ладов только дорийский (ныне фригийский) считался каждым греком в глубине своего сознания истинно-греческим ладом и абсолютно безупречным во всех отношениях. Если принять во внимание, что дорийский лад звучит для нашего теперешнего уха как минор и что только дорийский лад обладал абсолютной устойчивостью (все же прочие лады так или иначе ориентировались на него и даже порою меняли свой «этос» в результате реального к нему приближения), то получается весьма интересное наблюдение: основной стиль греческого музыкального мироощущения — несколько печальный, притушенный, скованный. В античных восхвалениях дорийского лада мы слышим эти постоянные в древнем мире тихие и печальные голоса, в холодной глубине которых таится неразрешённый вопрос и неразгаданная печальная тайна.
Дорийский (тогда) лад, по общему мнению античности, есть начало бодрости, живости, жизнерадостности, воинственности,— благородная сдержанность и печаль не оставляли древнего грека даже тогда, когда он веселился, когда он бодро строил жизнь, когда он воевал и/или героически погибал. «Весёлые» лады в античности были неустойчивы, они все так или иначе тяготели к этому прекрасному, благородному, бодрому, важному и в то же самое время величественно-печальному ладу — дорийскому. Только он один был усвоен всеми античными людьми без изъятия. И только он один сохранил подлинное общенациональное и глубинно-психологическое значение.
Дорийский лад (ныне фригийский) — это скульптурный стиль греческой музыки, словно небесные сферы издавали величественную, крепкую, неувядающую и вечно юную, но в то же время внутренне сдержанную, погашенную, задумчивую и печальную музыку. Так задумчива плоть, перед которой ещё не открылись глубины личности, и так печален дух, связанный в своих последних глубинах бездушной тяжестью материи (если материю понимать именно так, а не во всей её полноте). Так задумчива и печаль, так благородна и аристократична вся греческая скульптура.

## К Средневековью
Церковные лады представляли единую систему ладов, построенных на основе таких понятий, как амбитус, реперкусса и финалис. В рамках этой системы каждый лад назывался тоном, имел свой номер и подвид. Третий автентический тонус (deuterus authenticus) стали именовать фригийским ладом (по Боэцию).
Переданная Боэцием систематизация греческих транспозиционных гамм Птолемея (транспозиций «совершенной системы», которые воспроизводили названия ладов — фригийский, дорийский и т. д.,— но только в обратном, восходящем порядке) в «Alia musica» была ошибочно принята анонимным средневековым автором IX века за систематизацию ладов,— так названия дорийского и фригийского ладов поменялись местами.

### Фригийский лад
Всякая ладовая система у древних греков расценивалась с точки зрения того или иного тяготения тонов, а следовательно, и с точки зрения ладового тяготения. То есть утверждать, что фригийский (тогда дорийский) лад Древней Греции — есть исключительно модальный, нельзя; в нём присутствует своя собственная функциональная система тонов, отличная от привычных нам минора и мажора.
В качестве примера фригийского лада в церковных песнопениях можно привести партитуру баритона из антифона «Mandatum novum»:
Также фригийская мелодия прослеживается, например, в антифоне «Judea et Jherusalem».
Месса Дж. Палестрины «De Feria» в целом написана в ми-фригийском ладу, в его мотете «Congratulamini mihi» тоже присутствует фригийский.
III тон (фригийский лад) лежит в основе знаменитого гимна «Te Deum laudamus», обработку которого для органа осуществил в 1730-х гг. Иоганн Себастьян Бах, естественно, во фригийском ладу от ми. В нём же написан его хорал № 10 «Старый год прошёл», а также II часть Бранденбургского концерта № 1.
Переменный фригийский лад от «ми» с локрийским ладом от «ми» встречается в аллилуйе «Veni Domine» (354—355 гг.), с эолийского «ля» на ля-фригийский — в антифоне «Prudentes virgines».
В ми-фригийском ладу написан мотет «Misericordias Domini» Д. Жоскена:
Вскоре, с развитием музыкальной истории, стало ясно, что все семь ладов не есть особенность конкретно Древней Греции и (затем) григорианских хоралов: они встречаются у многих других народов в самых разных частях света. Так, например, фригийскую основу лада содержит в себе азербайджанский мугам «Шур». В древнерусской системе фригийский тетрахорд, лежащий в основе самого лада, назывался «малым»,— построенный на нём лад (то есть фригийский) можно заметить в некоторых русских народных песнях.
Например, также в индийской системе ладов (тхатов) фригийский лад назывался «бхайрави».
К середине XVIII века (как писал Г. А. Зорге) осталось только три (а затем два) лада — мажорный, минорный и фригийский. В эпоху господства мажора и минора (XVIII—XIX вв.) «старая» модальность оказалась почти полностью вытеснена тональными структурами.

## Современность

### Эпоха романтизма
От эпохи романтизма XIX века начинается процесс возрождения модальности и её постепенной эмансипации от тональности (Шопен, Глинка, Римский-Корсаков, Мусоргский, Григ и некоторые другие композиторы). Естественно, что в эту эпоху модальные лады поначалу ответвляются от мажора и минора — тональных ладов, либо как лады производные, либо на основе смешения ладов или своего рода «альтерации» (хроматического изменения звуков) отдельных аккордов. Окрашивание мажора и минора разными модализмами — важная и характерная особенность романтической гармонии. Фригийский модализм придавал музыке более суровый и (особенно в случае, если основной лад — минор) мрачный колорит.
Так, во фригийском ладу написан хор «Враг человеков» из «Хованщины» М. П. Мусоргского (Акт V, сцена 2 в редакции Н. А. Римского-Корсакова).
Смешанный фригоионийский лад можно услышать в IV действии оперы «Сказание о невидимом граде Китеже» Н. А. Римского-Корсакова, А. П. Бородин использует фригийский лад в первой части своей симфонии № 2 («Богатырская») и т. д.
Необычное использование фригийского лада можно найти, например, в Багатели № 1 из op. 6 Б. Бартока:
Фригийский лад встречается в мотетах «Ave Regina caelorum», «Tota pulchra es», «Vexilla regis» и «Pange lingua» А. Брукнера, в финале его Симфонии № 4, в частях 1, 3 и 4 Симфонии № 6, в первой части Симфонии № 7, в первой и четвёртой частях Симфонии № 8.
Однако, отпочковавшись от тонально-функциональной системы мажора и минора, новая модальность быстро развивается в сторону максимально возможного удаления от неё и предельного выявления модальной специфики (Стравинский, Барток, Мессиан и др.).

### Фригийский лад в XX веке
Мощный стимул к развитию модальности в XX в. был дан нарастающими волнами интереса к народной музыке, вплоть до тенденции к цитатно-точному воспроизведению её характерных особенностей.
Примеры использования фригийского лада можно найти во многих произведениях, например, в XIX вариации из «Рапсодии на тему Паганини для фортепиано с оркестром» С. В. Рахманинова, в фуге C-dur № 1 из сочинения «24 прелюдии и фуги» Д. Д. Шостаковича, в заключительном номере «Хорал речной воды» из вокального цикла Н. Н. Сидельникова «В стране осок и незабудок» (на стихи В. Хлебникова), в «Адажио для струнных» и песне «Я слышу армию» из «Трёх песен» (op. 10) С. Барбера и других.